# 塞尔基尼
塞尔基尼（法語：Serquigny，法語發音：[sɛʁkiɲi]）是法国厄尔省的一个市镇，位于该省中西部地区，属于贝尔奈区。

## 地理
塞尔基尼（49°6'35"N, 0°42'44"E）面积11.4 平方千米，位于法国诺曼底大区厄尔省，该省份为法国北部内陆省份，北起滨海塞纳省，西接奧恩省和卡爾瓦多斯省，南至厄尔-卢瓦省，东临瓦兹省、瓦兹河谷省和伊夫林省。
与塞尔基尼接壤的市镇（或旧市镇、城区）包括：博蒙勒罗歇、里勒河畔纳桑德尔。
塞尔基尼的时区为UTC+01:00、UTC+02:00（夏令时）。

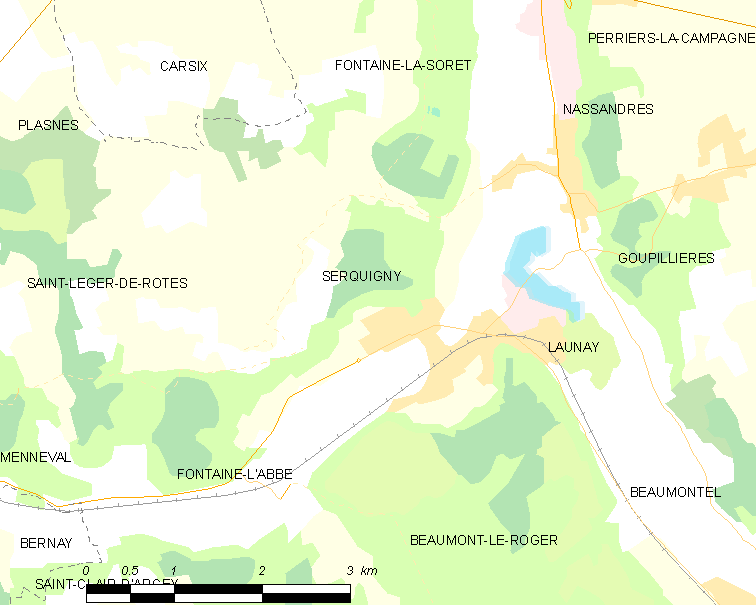
塞尔基尼的OSM定位图

## 行政
塞尔基尼的邮政编码为27470，INSEE市镇编码为27622。

## 政治
塞尔基尼所属的省级选区为贝尔奈县。

## 交通
塞尔基尼站是一个区域性的铁路枢纽，有前往巴黎、卡昂、鲁昂三个方向的铁路。

## 人口

1962-2008年间塞尔基尼人口变化图示

塞尔基尼于2022年1月1日时的人口数量为1772人。